# Charles Bennett (Autor)
Charles Bennett (* 2. August 1899 in Shoreham-by-Sea, Sussex, England; † 15. Juni 1995 in Los Angeles) war ein britischer Bühnenautor und Drehbuchautor, der vor allem aufgrund seiner Zusammenarbeit mit Alfred Hitchcock bekannt ist.

## Leben
Nach seinem Kriegsdienst im Ersten Weltkrieg arbeitete Bennett als Schauspieler und Schriftsteller, bevor er in den 20er-Jahren begann, Theaterstücke zu schreiben. Sein Stück Blackmail wurde 1929 von Alfred Hitchcock unter demselben Namen verfilmt. Seine Zusammenarbeit mit Hitchcock hatte ihren Höhepunkt Mitte der 30er-Jahre, als Bennett die Drehbücher zu fünf sehr erfolgreichen Hitchcock-Thrillern schrieb: Der Mann, der zuviel wusste, Die 39 Stufen, Geheimagent, Sabotage und Jung und unschuldig.
Bennett verließ England 1940, um in Amerika mit Hitchcock an dessen zweitem amerikanischen Film Der Auslandskorrespondent zu arbeiten. Hierfür wurde er 1941 für den Oscar nominiert. Er blieb in Hollywood, wo er viele Drehbücher schrieb und auch bei zwei Spielfilmen Regie führte: Die Rivalin (1949) und Unschuldig gejagt (1953). Später arbeitete er unter anderem für das US-Fernsehen und schrieb Drehbücher für Fernsehserien. So wirkte er 1954 an Casino Royale, dem ersten James-Bond-Film, mit.

## Filmografie (Auswahl)
- 1934: Der Mann, der zuviel wusste (The Man Who Knew Too Much)
- 1935: Die 39 Stufen (The 39 Steps)
- 1935: King of the Damned
- 1936: Geheimagent (Secret Agent)
- 1936: Sabotage
- 1937: Jung und unschuldig (Young and Innocent)
- 1938: Gauner mit Herz (The Young in Heart)
- 1939: Balalaika
- 1940: Der Auslandskorrespondent (Foreign Correspondent)
- 1942: Joan of Paris
- 1942: Piraten im karibischen Meer (Reap the Wild Wind)
- 1943: Auf ewig und drei Tage (Forever and a Day)
- 1944: Dr. Wassells Flucht aus Java (The Story of Dr. Wassell)
- 1947: Ivy
- 1947: Die Unbesiegten (Unconquered)
- 1949: Die Rivalin (Madness of the Heart) (auch Regie)
- 1949: Graf Cagliostro (Black Magic)
- 1951: Kind Lady
- 1952: Der eiserne Handschuh (The Green Glove)
- 1953: Unschuldig gejagt (No Escape) (auch Regie)
- 1954: Casino Royale
- 1957: The Story of Mankind
- 1957: Der Fluch des Dämonen (Night of the Demon)
- 1960: Versunkene Welt (The Lost World)
- 1961: Unternehmen Feuergürtel (Voyage to the Bottom of the Sea)
- 1965: Stadt im Meer (City Under the Sea)